# Antoine Chanzy

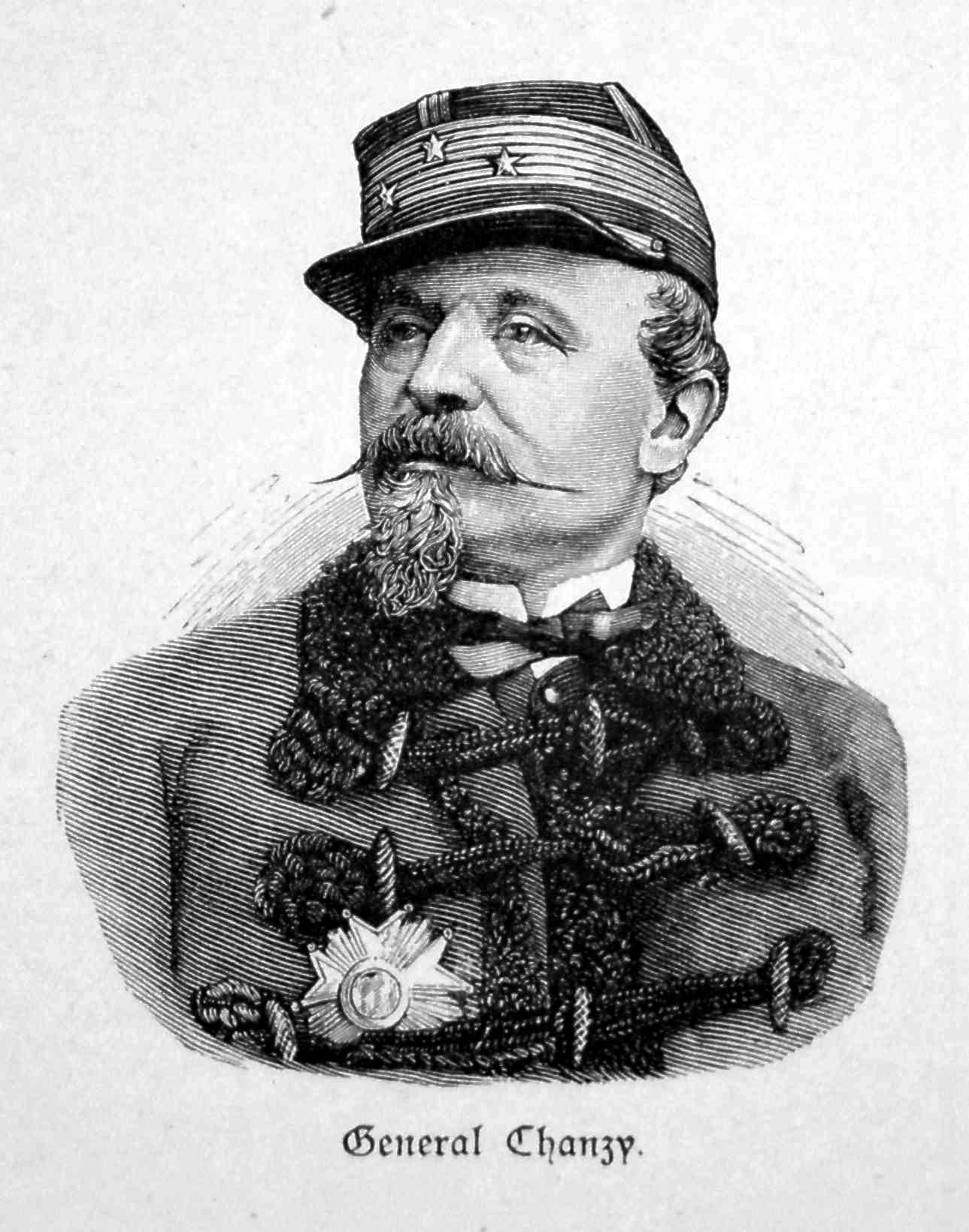
General Chanzy

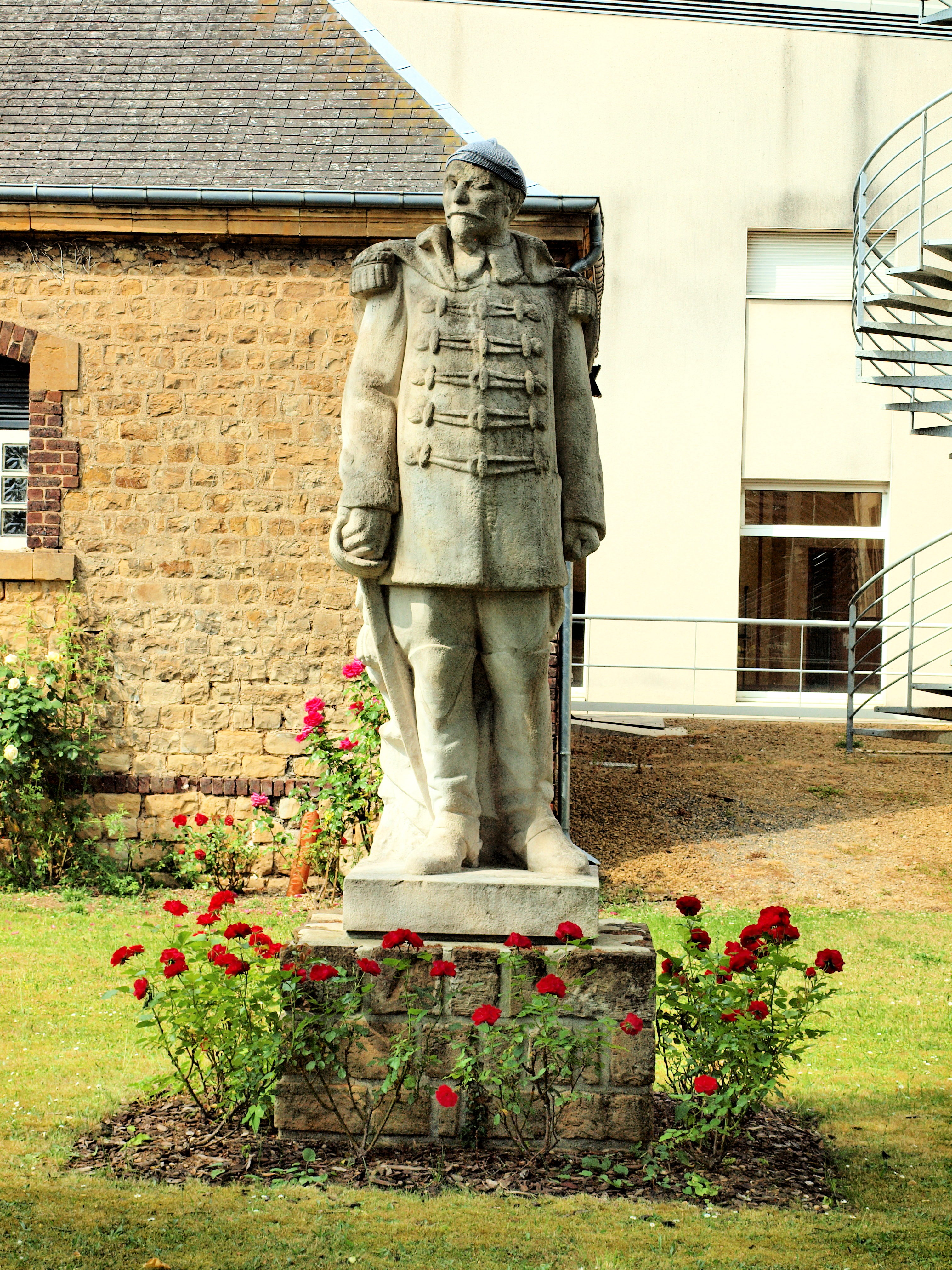
Statue vor dem Lycée de Chanzy in Charleville-Mézières

Antoine Eugène Alfred Chanzy (* 18. März 1823 in Nouart, Département Ardennes; † 4. oder 5. Januar 1883 in Châlons-sur-Marne) war ein französischer Général de division und Diplomat.

## Leben
Chanzy trat 1839 in die französische Marine ein und diente ab 1841 beim 5. Artillerieregiment. 1841 bis 1843 besuchte er die Militärschule Saint-Cyr. Während der darauf folgenden 16 Jahre blieb er in Algerien, wo er zum Chef de bataillon aufstieg. Im Feldzug gegen Italien (1859) tat er sich in der Schlacht bei Solferino hervor.
1860 bis 1861 nahm Chanzy an der militärischen Expedition nach Syrien teil. Er wurde 1864 zum Colonel und 1868 zum Général de brigade befördert. In diesem Rang beteiligte er sich an einer weiteren Expedition gegen die südlichen Stämme in Algerien unter General Emanuel Félix de Wimpffen.
Zu Beginn des Deutsch-Französischen Krieges ging er 1870 nach Paris, um ein Kommando zu erhalten. Er wurde allerdings vom Kriegsminister General Edmond Lebœuf abgewiesen. Erst durch die Regierung der nationalen Verteidigung wurde er Oktober 1870 zum Général de division befördert. Er erhielt das Kommando über eine Division und bald darauf über das XVI. Armeekorps der Loirearmee. In den Kämpfen bei Villepion (1. Dezember) und Loigny (2. Dezember) führte er die Truppen mit Auszeichnung. Nach dem Verlust von Orléans wurde die Loirearmee aufgeteilt und Chanzy erhielt am 6. Dezember 1870 das Kommando über die 2. Loire- oder auch Westarmee. Diese Armee kämpfte zwischen dem 7. Dezember und dem 10. Dezember in der Schlacht bei Beaugency mit großer Zähigkeit, musste sich jedoch über Vendôme nach Le Mans zurückziehen. Hier wurde sie am 9. Januar 1871 vom Prinzen Friedrich Karl, in der Schlacht bei Le Mans angegriffen und am 12. Januar zum Rückzug gegen Laval gezwungen.
Während des Waffenstillstands wurde Alfred Chanzy in die Nationalversammlung gewählt, wo er gegen den Friedensvertrag stimmte und die Fortsetzung des Krieges befürwortete. Am 20. März 1871 wurde er von Mitgliedern der Pariser Kommune bei seiner Ankunft in Paris verhaftet. General Camille Crémer konnte zwar seine Freilassung bewirken, doch musste Chanzy schwören, nicht die Waffen gegen die Aufständischen zu erheben. Bis zu seiner Ernennung zum Kommandanten des VII. Armeekorps am 1. September 1872 beteiligte er sich als Mitglied des linken Zentrums an den Beratungen der Nationalversammlung. Im Juni 1873 erhielt er das Kommando über das XIX. Armeekorps und wurde zum Generalgouverneur von Algerien ernannt.

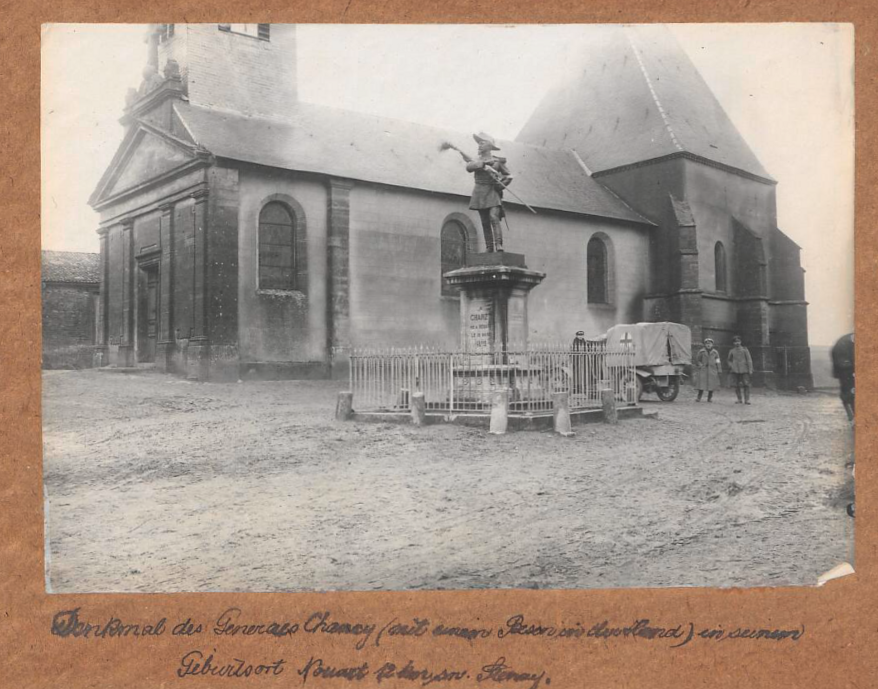
Denkmal des Generals Chancy (mit einem Besen in der Hand) in seinem Geburtsort Nouart 12 km südwestlich von Stenay

1875 wurde er zum Sénateur inamovible ernannt. Bei der Präsidentenwahl 1879 erhielt Chanzy 99 Stimmen, was den Präsidenten Jules Grévy veranlasste, ihn in Algerien abzusetzen und weiter von Frankreich zu entfernen. Chanzy wurde als Botschafter nach Sankt Petersburg entsandt. Diese Stellung legte er nieder, als Léon Gambetta an die Spitze der Regierung berufen wurde, und kehrte nach Paris zurück. 1882 wurde er wieder in den aktiven Dienst übernommen. Er wurde zum Mitglied des Oberkriegsrates der Armee sowie der französischen Landesverteidigungskommission ernannt. Noch im selben Jahr übernahm er das Kommando des VI. Armeekorps in Chalons-sur-Marne, wo er in der Nacht vom 4. auf den 5. Januar 1883 starb.

## Schriften
- Campagne de 1870–1871: La Deuxième Armée de la Loire, zwei Bände (Textband und Kartenband). Plon, Paris 1871 (deutsch 1873).

## Sonstiges
Das 1891 gebaute Passagierschiff Général Chanzy der Reederei Compagnie Générale Transatlantique wurde nach ihm benannt.